# Marktjärn
För sjöar med snarlika namn, se: Marktjärnen

Marktjärn är en numera övergiven by som ligger 20 km norr om Fränsta i Ånge kommun i västra Medelpad vid Marktjärnen. 
Någon gång under 1760-talet kom den förste nybyggaren till Marktjärn. Spår och lämningar tyder dock på att det kan ha funnits en bosättning ännu tidigare.
I slutet på 1800-talet fanns tre gårdar och fem torp på inägomarken, två torp på utägomarken och en fäbodvall.
Under 1880 - talet bodde 65 personer i Marktjärn.
Den sista familjen flyttade i början av 1960-talet, men hävden av marken fortsatte ännu en tid. 
Större delen av marken köptes upp av skogsbolaget SCA.
Torps hembygdsförening har sedan mitten på 1990-talet återupptagit hävden på några av ängarna.
1996 gjorde länsmuseet en dokumentation av kultur- och naturlämningarna på Marktjärns f.d. inägomark.
Den troligen mest kände personen som levt här är Marktjärnskungen, en bondson från Vallsta som hamnade på Marktjärn när han den 9 nov 1873 gifte sig med Brita Kajsa.
Han var en dominant person, en duktig jordbrukare och skogsman. Genom sina skogsaffärer och goda hushållning blev han en förmögen man.
Mycket har berättats om honom, en del sant en del kanske inte.
Det sägs att han var en hård arbetsgivare som krävde goda arbetsinsatser och att arbetstiderna skulle hållas.
Han var ofta vid tinget och sades vara processlysten.
Men han var mycket mån om sin hustru och sina barn.
Den 1 augusti 1908 dog han. Enligt utsago drunknade han i sågdammen när han smorde det stora hjulen i sågverket.